# Sous-groupe de Borel
Dans la théorie des groupes algébriques, un sous-groupe de Borel d'un groupe algébrique G est un sous-groupe algébrique résoluble, fermé, connexe et maximal pour ces propriétés. Par exemple, dans le groupe général linéaire GLn (matrices inversibles n×n), le sous-groupe des matrices triangulaires supérieures inversibles est un sous-groupe de Borel.
Pour les groupes réalisés sur des corps algébriquement clos, il existe une seule classe de conjugaison de sous-groupes de Borel.
Les sous-groupes de Borel sont l'un des deux ingrédients clés pour comprendre la structure des groupes algébriques simples (ou plus généralement réductifs), dans la théorie développée par Jacques Tits pour les groupes munis d'une BN-paire (ou système de Tits). Ici le groupe B est un sous-groupe de Borel et N est le normalisateur d'un tore maximal contenu dans B.
Cette notion a été introduite par Armand Borel, qui a joué un rôle de premier plan dans le développement de la théorie des groupes algébriques.

## Sous-groupes paraboliques
Les sous-groupes emboîtés entre un sous-groupe de Borel B et le groupe ambiant G sont appelés sous-groupes paraboliques. Les sous-groupes paraboliques P sont également caractérisés, parmi les sous-groupes algébriques, par la condition que G/P est une variété complète. Si l'on travaille sur des corps algébriquement clos, les sous-groupes de Borel s'avèrent être les sous-groupes paraboliques minimaux dans ce sens. Autrement dit, B est un sous-groupe de Borel lorsque l'espace homogène G/B est une variété complète « aussi grande que possible ».
Pour un groupe algébrique simple G, l'ensemble des classes de conjugaison des sous-groupes paraboliques est en bijection avec les parties de l'ensemble des sommets du diagramme de Dynkin correspondant ; le sous-groupe de Borel correspond à l'ensemble vide et G lui-même correspond à l'ensemble de tous les sommets. (De façon générale, chaque sommet du diagramme de Dynkin détermine une racine négative simple et donc un « sous-groupe radiciel » de dimension 1 de G. De la sorte, un sous-ensemble des sommets détermine un sous-groupe parabolique, engendré par B et les sous-groupes radiciels négatifs correspondants. De plus, tout sous-groupe parabolique est conjugué à un tel sous-groupe parabolique.)

## Exemple
Soit {\displaystyle G=\operatorname {GL} _{4}(\mathbb {C} )}. Un sous-groupe Borel {\displaystyle B} de {\displaystyle G} est l'ensemble des matrices triangulaires supérieures
{\displaystyle \left\{A={\begin{bmatrix}a_{11}&a_{12}&a_{13}&a_{14}\\0&a_{22}&a_{23}&a_{24}\\0&0&a_{33}&a_{34}\\0&0&0&a_{44}\end{bmatrix}}:\det(A)\neq 0\right\}}
et les sous-groupes paraboliques propres maximaux de {\displaystyle G} contenant {\displaystyle B} sont
{\displaystyle \left\{{\begin{bmatrix}a_{11}&a_{12}&a_{13}&a_{14}\\0&a_{22}&a_{23}&a_{24}\\0&a_{32}&a_{33}&a_{34}\\0&a_{42}&a_{43}&a_{44}\end{bmatrix}}\right\},{\text{ }}\left\{{\begin{bmatrix}a_{11}&a_{12}&a_{13}&a_{14}\\a_{21}&a_{22}&a_{23}&a_{24}\\0&0&a_{33}&a_{34}\\0&0&a_{43}&a_{44}\end{bmatrix}}\right\},{\text{ }}\left\{{\begin{bmatrix}a_{11}&a_{12}&a_{13}&a_{14}\\a_{21}&a_{22}&a_{23}&a_{24}\\a_{31}&a_{32}&a_{33}&a_{34}\\0&0&0&a_{44}\end{bmatrix}}\right\}.}
Par ailleurs, un tore maximal dans {\displaystyle B} est
{\displaystyle \left\{{\begin{bmatrix}a_{11}&0&0&0\\0&a_{22}&0&0\\0&0&a_{33}&0\\0&0&0&a_{44}\end{bmatrix}}:a_{11}\cdot a_{22}\cdot a_{33}\cdot a_{44}\neq 0\right\}.}
Ce tore est isomorphe au tore algébrique {\displaystyle (\mathbb {C} ^{*})^{4}={\text{Spec}}(\mathbb {C} [x^{\pm 1},y^{\pm 1},z^{\pm 1},w^{\pm 1}])}.

## Algèbre de Lie
Pour le cas particulier d'une algèbre de Lie {\displaystyle {\mathfrak {g}}} avec une sous-algèbre de Cartan {\displaystyle {\mathfrak {h}}}, étant donné un ordre sur {\displaystyle {\mathfrak {h}}}, la sous-algèbre de Borel correspondante est la somme directe de {\displaystyle {\mathfrak {h}}} et des espaces de poids de {\displaystyle {\mathfrak {g}}} ayant un poids positif. Une sous-algèbre de Lie de {\displaystyle {\mathfrak {g}}} contenant une sous-algèbre de Borel est appelée une algèbre de Lie parabolique.